# NGC 560

NGC 560

NGC 560 في الفهرس العام الجديد، هي مجرة محدبة، تقع في كوكبة قيطس. اكتشفت في 1 أكتوبر 1785 بواسطة ويليام هيرشل.

## روابط خارجية
- NGC 560 على موقع ويكي سكاي: DSS2, SDSS, GALEX, IRAS, Hydrogen α, X-Ray, Astrophoto, Sky Map, Articles and images